# Петрея
Петре́я (лат. Petrea) — род двудольных цветковых растений, включённый в трибу Petreeae семейства Вербеновые (Verbenaceae). Типовой род трибы.

## Название
Научное название рода, Petrea, было дано ему шотландским ботаником Уильямом Хьюстоуном в честь садовода Роберта Джеймса Питра (1710—1742). Это название в 1753 году использовал Карл Линней в Species plantarum, исходном пункте современной номенклатуры растений.

## Ботаническое описание
Представители рода — лианы, кустарники или деревья, без запаха.
Листья расположенные супротивно или спиралевидно, кожистые, шершавые.
Цветки собраны в соцветия-кисти на концах веток, реже в пазухах листьев. Прицветники мелкие или отсутствуют вовсе. Чашечка разделённая на 5 чашелистиков, выраженная, крупнее венчика, окрашенная в синие, сиреневые или белые тона. Венчик короткий, почти актиноморфный, разделён на 5 сросшихся лепестков, окрашен так же, как чашечка. Тычинки в количестве 4, короткие. Пестик с двухраздельным рыльцем, короткий. Завязь двухгнёздная.
Плод ягодовидный, с двумя семенами, иногда недоразвитый и с одним семенем.
Число хромосом 2n = 34.

## Ареал
Виды рода Петрея распространены в тропических регионах Мексики и в Центральной Америке. Типовой вид, петрея вьющаяся, завезён во множество регионов мира, где натурализовался.

## Таксономия
|  |                        |  |                                      |                                      |                |  | ещё от 7 триб, в том числе Verbeneae |                |                |                |
|  |                        |  |                                      |                                      |                |  |                                      |                |                | около 11 видов |
|  |                        |  |                                      | семейство Вербеновые                 |                |  |                                      |                | род Петрея     |                |
|  |                        |  |                                      | семейство Вербеновые                 |                |  |                                      |                | род Петрея     |                |
|  | порядок Ясноткоцветные |  |                                      |                                      | триба Petreeae |  |                                      |                |                |                |
|  | порядок Ясноткоцветные |  |                                      |                                      |                |  |                                      |                |                |                |
|  |                        |  | ещё 20 семейств (по Системе APG III) | ещё 20 семейств (по Системе APG III) |                |  |                                      | род Xolocotzia | род Xolocotzia |                |
|  |                        |  |                                      | ещё 20 семейств (по Системе APG III) |                |  |                                      |                | род Xolocotzia |                |

### Виды
- Petrea blanchetiana Schauer, 1847
- Petrea bracteata Steud., 1843
- Petrea brevicalyx Ducke, 1932
- Petrea campinae Rueda, 1992
- Petrea guianensis Cham., 1832
- Petrea insignis Schauer, 1847
- Petrea macrostachya Benth., 1839
- Petrea maynensis Huber, 1906
- Petrea pubescens Turcz., 1863
- Petrea rugosa Kunth, 1818
- Petrea sulphurea Jans.-Jac., 1988
- Petrea volubilis L., 1753 — Петрея вьющаяся